# سيغموند سومر
سيغموند سومر (بالإنجليزية: Sigmund Sommer)‏ هو شخصية أعمال أمريكي، ولد في 19 يونيو 1916 في بروكلين في الولايات المتحدة، وتوفي في 30 أبريل 1979 في Ozone Park ‏ في الولايات المتحدة.